# Arctosa aliusmodi
Arctosa aliusmodi là một loài nhện trong họ Lycosidae.
Loài này thuộc chi Arctosa. Arctosa aliusmodi được Ferdinand Karsch miêu tả năm 1880.